# 日本通運
日本通運株式会社（にっぽんつううん、英: NIPPON EXPRESS CO., LTD.）は、東京都千代田区に本社を置く、総合物流事業者である。日本における業界最大手で、災害対策基本法における指定公共機関。持株会社であるNIPPON EXPRESSホールディングス（NXHD）の中核事業会社である。略称及び通称はNX（エヌエックス）、日通（にっつう）。
2022年1月4日に単独株式移転によりNXHDを設立して持株会社制へ移行し、NXHDの完全子会社となった。日本国内の地域物流事業会社を除く子会社を順次NXHDの直接傘下へ移行する方針で、同年3月18日にはパナソニック（現：パナソニックホールディングス）との合弁会社であるNX・NPロジスティクスを株式譲渡によりNXHDの直接傘下へ移行した。

## 概要

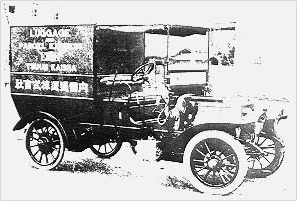
トラック 内国通運

前身の内国通運は明治時代に蒸気船を使った水運事業を行っていた。日本橋蛎殻町を起点に江戸川や利根川を経由して関東地方内陸部の河岸に定期航路を持っていた。
1872年には日本の鉄道開業を迎え、各地に鉄道貨物輸送代理店（小運送業）が誕生、各地に零細事業者が乱立するようになった。内国通運も1893年には、鉄道輸送を中心とした業態に転換した。
1926年には国際通運（内国通運らが合併）、国際運送、明治運送の3社が合併し、国際通運株式会社が発足。さらに1937年（昭和12年）10月1日 に、日中戦争中の戦時経済統制の一環として、戦時物資を円滑供給するため、自動車（トラック）を用いて、貨物列車での集荷・配達業務を行う、全国の通運業者を統合して日本通運法の下で国営企業として成立された。
戦後、1950年に、日本通運株式会社法を廃止する法律が施行され、民間企業として株式公開され再出発した。その経緯からか、旧日本国有鉄道の流れを残す会社である。
2021年において、国際貨物フォワーダーとして世界7位、日系企業ではトップである。同社は今後、国際輸送を主軸に、国内輸送は大口輸送（チャータ便など）、特殊輸送（特大貨物、美術品など）に特化していくものと見込まれる。

## 企業理念

### 社是
1958年制定の「われらのことば」（「運輸の使命に徹して社会の信頼にこたえる」、「業務の改善を図って社運の発展につとめる」、「心身の健全を保って明朗な生活をいとなむ」）が永らく用いられて来たが創立70周年を迎えた2007年、「われらのことば」を継承・発展させた新たな社是として「日本通運グループ企業理念」が新たに制定された。
「日本通運グループ企業理念」
- 私たちの使命 それは社会発展の原動力であること
- 私たちの挑戦 それは物流から新たな価値を創ること
- 私たちの誇り それは信頼される存在であること

### 企業メッセージ
現在
- We Find the Way：2017年に後述する「With Your Life」に代わって制定。2022年のグループブランド「NX」の制定後はNXグループ全体へ発展する形で継続され、2022年より「日通」から「NX」仕様へ順次デザインが更新されているトラックをはじめとする社用車にもこのメッセージが表記されている[13]。

過去
- With Your Life：物流が社会生活の中で重要な役割を果たしていることを、一般消費者にも分かりやすくアピールするために制定。
  - ただし、提供読みは2009年3月31日までは「日本全国ドアからドアへ、ペリカン便の日本通運」または「ペリカン便の日本通運」、4月1日以降は「地球にやさしいお引越し、エコロジコンポの日本通運」または「引越しの日本通運」になり、キャッチフレーズを冠した「With Your Life 日本通運」はほとんど使われていなかった。

## 沿革

### 戦前

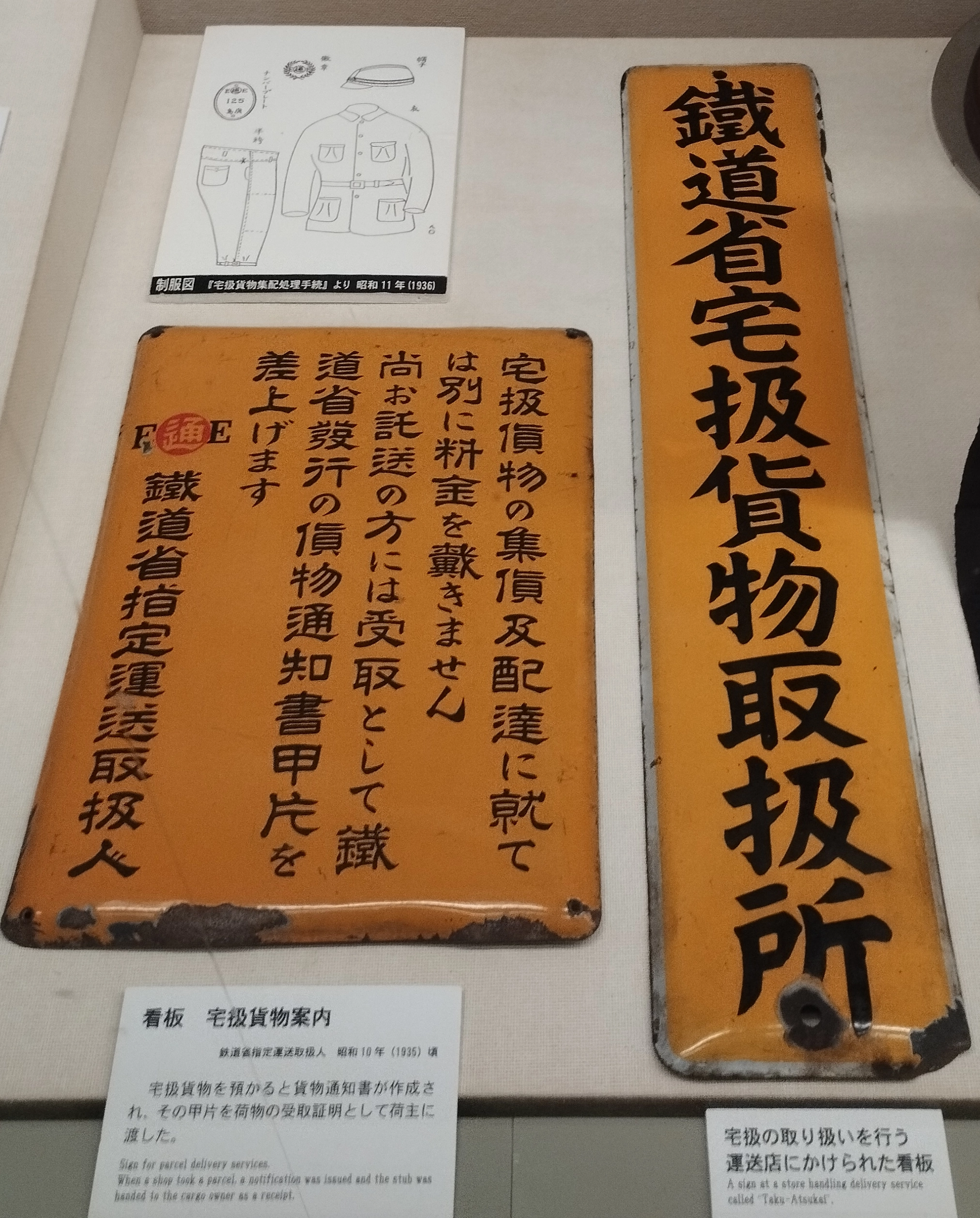
鉄道省指定運送取扱人看板（1935年）

- 1872年6月 - 飛脚問屋が集まり、「陸運元会社」として創業。伝馬・助郷の代替新制度として大蔵省によって認可[3][14]。
- 1875年2月 - 内国通運会社に改称。鉄道貨物輸送の代理店として「小運送業」の営業を開始[14]。
- 1893年 - 内国通運株式会社に改称
- 1928年 - 国際通運株式会社として発足

旧ロゴ

- 1937年10月1日 - 日本通運株式会社法（昭和12年法律第46号[15]）に基づき、他の小運送業を吸収、政府が半数を出資する特殊会社として日本通運株式会社を設立。払込資本は、日本国政府が2割、国鉄共済組合が2割、専売局共済組合およびジャパン・ツーリスト・ビューローを合わせて1割であった[16]。

第1条　日本通運株式会社は小運送業の健全なる発達を司る為左の事業を営むことを目的とする株式会社とす

　一　小運送業の取引により生ずる債権債務の決済に関する事業

　二　貨物引換証の整理及び保証に関する事業

　三　小運送業の助長に必要なる事業

　四　小運送業及びこれに付帯する事業

　日本通運株式会社は小運送業又はこれに関係する事業に投資することを得
—日本通運株式会社法（昭和十二年）
- 1938年2月 - 社旗、社訓、社章を制定。
- 1941年 - 東京合同運送(元・汐留駅運送)ほか56社を合併[17]。
- 1943年12月 - 社歌（初代）制定。

### 戦後

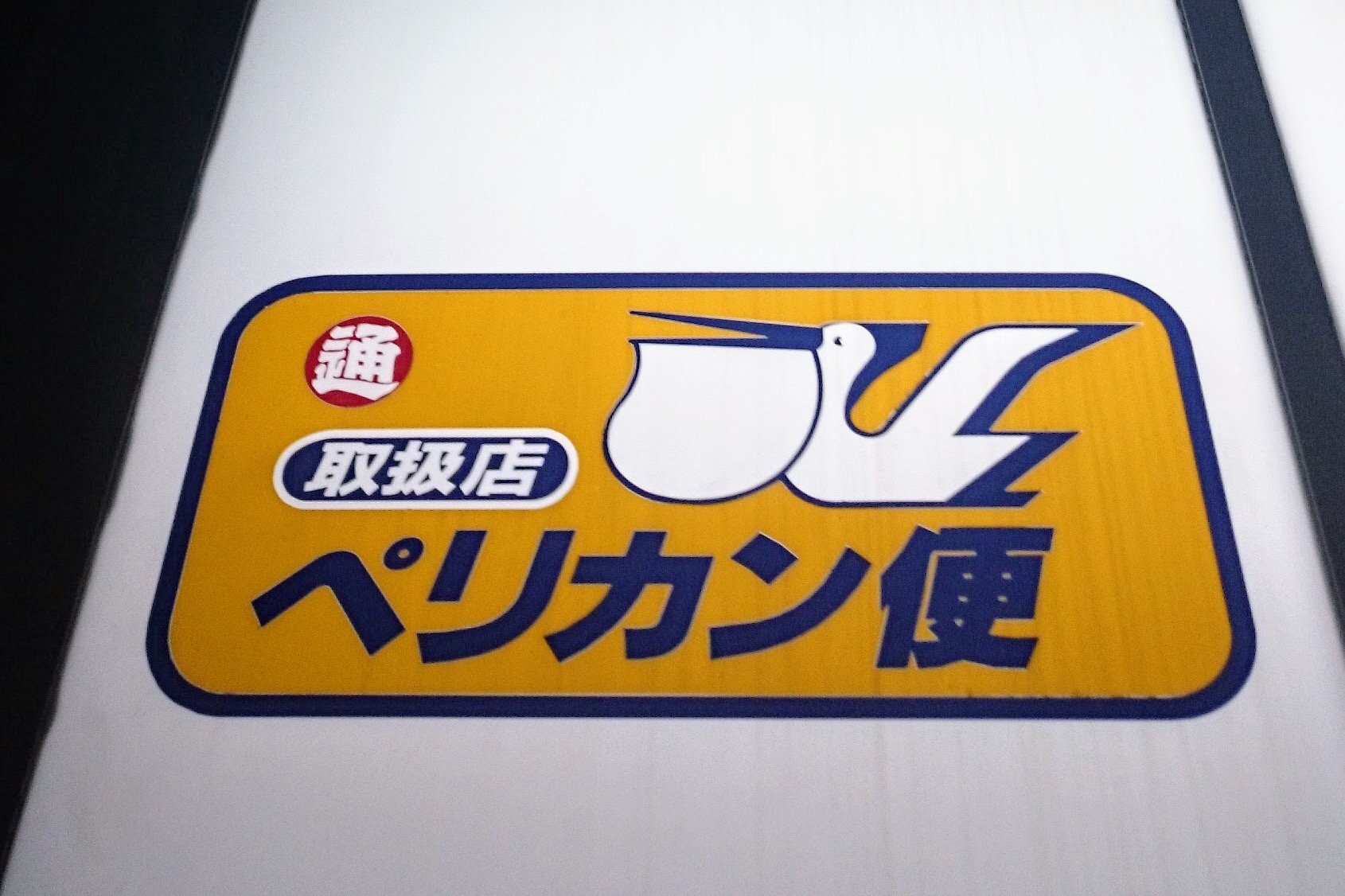
ペリカン便取次店に掲出されていた看板（東京都北区）

- 1945年10月 - 社歌、小運送勤労歌、小運送音頭廃止。
- 1950年2月1日 - 日本通運株式会社法が廃止され[18]、民間企業として再出発。同時に東京証券取引所に上場。
- 1958年4月 - われらのことば、社歌（2代目。土岐善麿作詞・渡邊浦人作曲）、応援歌決定。
- 1965年 - 流通経済大学開学。
- 2003年7月22日 - 本社を東京都千代田区外神田（秋葉原）から、港区東新橋一丁目（汐留シオサイト内）に移転。
- 2008年6月2日 - 郵便事業と折半出資にて、JPエクスプレスを設立。
- 2009年4月1日 - ペリカン便事業を、JPエクスプレスが吸収分割にて承継。これに伴い、宅配便部門から撤退。しかしJPエクスプレスへの移行は頓挫しペリカン便は市場から退場した。
- 2015年
  - 12月15日 - 豊田自動織機よりワンビシアーカイブズの全株式を取得し、子会社化[19]。
  - 12月25日 - 名鉄運輸と資本業務提携契約および株式譲渡契約を締結（2016年（平成28年）4月1日に発行済株式総数の20%を取得）[20]。
- 2020年9月1日 - 子会社の北日本海運の全株式を栗林商船へ譲渡[21]。
- 2021年
  - 3月31日
    - 子会社の日通旅行並びにエヌ・ティー・エスを解散し、旅行事業から撤退[22]。
    - 子会社の日通自動車学校の事業を同年2月に設立した杉並自動車学校へ吸収分割により承継するとともに、杉並自動車学校の全株式をマジオネットへ譲渡。自動車教習所事業から撤退（日通自動車学校は翌月に解散）[23]。

  - 5月6日 - NTTドコモのポイントサービス「dポイント」の取り扱いを開始。日本国内での引越サービスが対象となる[24]。
  - 6月29日 - 決算期（事業年度の末日）を12月31日に変更（第116期は経過期間ととして同年4月1日から同年12月31日までの9ヶ月決算となる、連結子会社も同様に変更）[25]。
  - 11月10日 - ジャパンラグビーリーグワンと事業共創パートナー契約を締結。
  - 12月6日 - 東京都千代田区神田和泉町2番地、NXグループビルに本社を移転。
  - 12月29日 - 東京証券取引所市場第一部上場廃止。
- 2022年
  - 1月4日 - 単独株式移転により持株会社のNIPPON EXPRESSホールディングス株式会社を設立（当社に替わって東京証券取引所市場第一部に上場）し、同社の完全子会社となる。併せて、グルーブブランド「NX」が導入され、コーポレートロゴをフレッシュグリーンのグループブランドとネイビーブルーの英字表記を組み合わせた「NX NIPPON EXPRESS」へ変更（なお、このコーポレートロゴはグループシンボルとして、グループ共通のコーポレートロゴとなる）[26][27]。
  - 3月14日 - 列車編成の一部を貸し切って輸送を行う鉄道貨物輸送サービス「NXトレイン」を開始。グループブランド「NX」を冠した初のサービスとなる[28]。
  - 3月18日 -
    - 関係会社並びに財務の管理事業を会社分割（簡易吸収分割）によりNIPPON EXPRESSホールディングス株式会社へ承継[29]。
    - NX・NPロジスティクス株式会社の全株式をNIPPON EXPRESSホールディングス株式会社へ譲渡。

  - 9月9日 - 海外引越事業の一つとして提供されている「日通海外赴任まるごとサポート」の名称を"NX"を冠した「NX海外赴任ワンストップサービス」へ改名[30]。
  - 12月15日 - 脱炭素に向けた取り組みの一環として、EVトラック（三菱ふそう・eキャンター）を日本国内に初導入[13]。
- 2023年1月4日 - 日本国内での警備輸送事業（日通警備）を会社分割によりNIPPON EXPRESSホールディングス株式会社子会社のNXキャッシュ・ロジスティクス株式会社へ承継[31]。

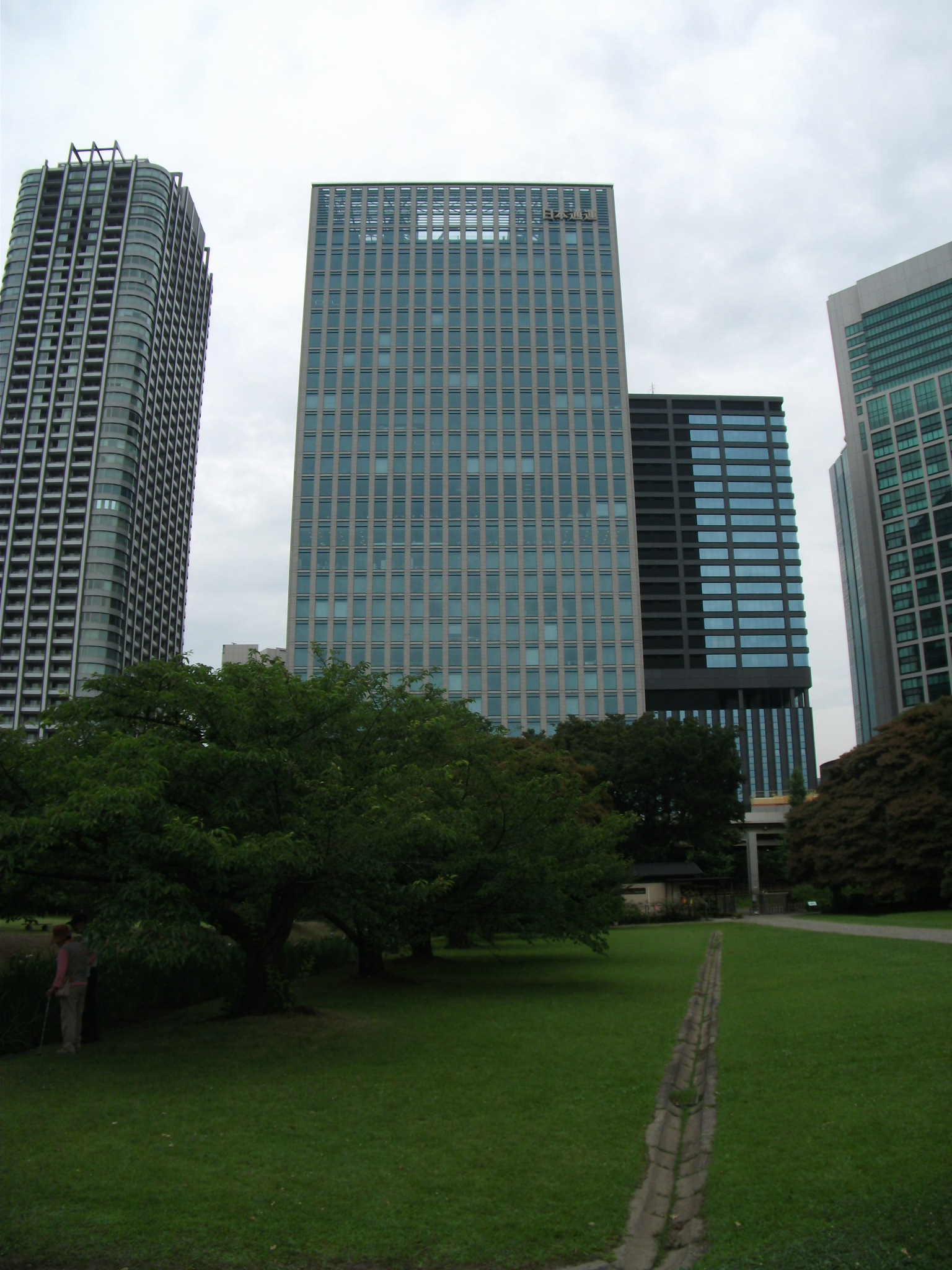
日本通運旧本社ビル

## 事業
「引越しは日通」（一時は「引越し王日通」も）などのキャッチコピーを用い、一般には引越業務に強い会社との印象が強い。また、かつては宅配便サービスの「ペリカン便」でも知られていたが、2008年6月に郵便事業（JP 日本郵便）と宅配便事業を統合し、新会社“JPエクスプレス”（JPEX）を日本郵便主導で設立することになり、また宅配事業ブランド「ペリカン便」も旧郵政省（官営時代の“郵便局”）時代から続いている「ゆうパック」に決定していたが、事業計画は頓挫し清算会社に移行した。結果的に見れば「日通の宅配事業が撤退」ということになった。
旅行業としては長年「日通旅行」の名称で本体内で営業を展開していた。海外旅行商品「ルックワールド」を始めとする旅行商品や手配などの業務を広く行っていたが、2002年7月と2007年11月に大幅に事業の縮小が行われた（詳細は下記参照）。さらに、2012年10月に100%子会社の日通旅行株式会社に分社化し、全国規模の旅行会社から東京・名古屋・大阪の7拠点、従業員300人程度の中小旅行会社に大幅縮小したが、2021年3月31日をもって関連子会社2社を解散し、旅行業から撤退した。
また、一部の日本国内の地方空港において、航空会社のグランドハンドリング（地上業務）も一部請け負っている。
個人向け宅配サービス「ペリカン便」の終焉からも、法人向け小口輸送サービスは「アロー便」として提供してきたが、同サービスを共に提供してきたNXトランスポートを業務提携した名鉄運輸に売却したことを皮切りに国内小口輸送サービスの名鉄運輸への移管を進めている。

### 法人向け輸送事業
- 貨物フォワーダー(利用運送事業)

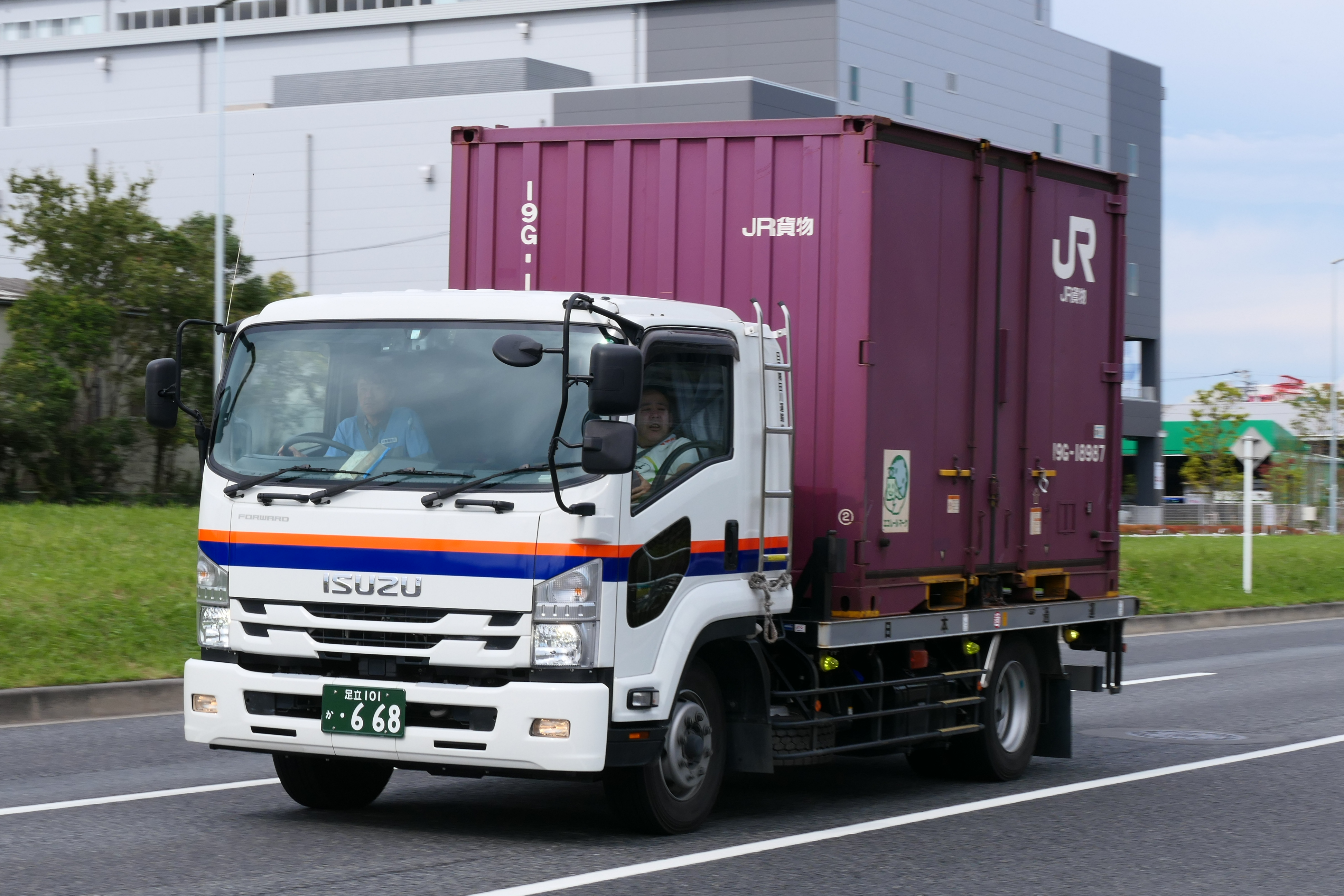
鉄道コンテナを引く通運トラック

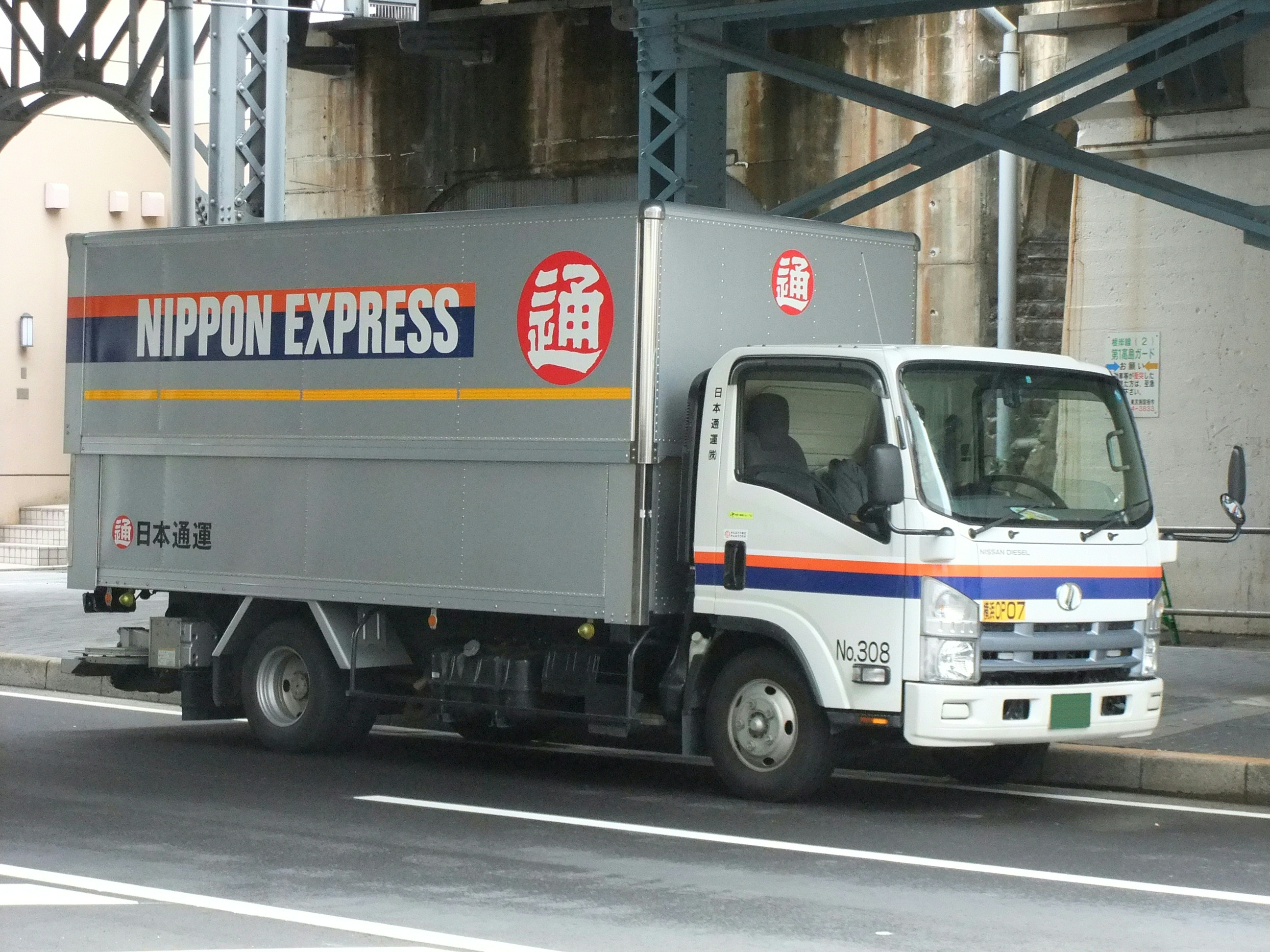
UD・コンドルをベースとした、特殊仕様の集配車の一例。
荷台の高さが現状より数十cm程度低くなる（仕様によっては、運転席と同等の高さまで下がる車種もある）ために、進入時の高さ制限のある集配先にも比較的対応しやすい。イメージとしては蓋つきギフト箱の要領で、荷台屋根を被せている構造。

  - 文字通り自らは輸送手段を所有せず、他社の輸送機関を用いて貨物を輸送する事業である。
  - 航空輸送（国内航空貨物輸送・国際航空貨物輸送）、海上輸送（国際海上貨物輸送・国内海上貨物輸送）において、荷主に代わり輸送に必要な手続きから集荷・配送を代行するフォワーダーと呼ばれる貨物の取扱い代行業務を行う。
  - 海上輸送と連携し港湾での輸出入を鉄道貨物と通運を利用して行うサービス（港湾への輸送と集荷・配送は通運、長距離輸送は鉄道が行う）も登場しており、国内大口貨物の輸送手段の一つとしてだけでなく国際輸送にも対応している。
  - 通運（つううん）- 鉄道貨物輸送を用いた、ドアツードアの輸送サービス。
    - 荷主から依頼された貨物を鉄道コンテナ（液体品（化学薬品）や粒状の原材料（食品などの原材料）など梱包されていない貨物を輸送する際には、専用のタンク型コンテナを用いるなど荷主の状況に応じた様々なコンテナを用いる事が出来る）を積載したトラックで集荷、最寄の鉄道貨物取扱駅まで輸送して貨物列車（コンテナ列車）に長距離輸送を託す。配送先に最も近い貨物駅で再びコンテナをトラックに積載して、配送先に輸送する。街中などでよく見かける鉄道コンテナを荷台に積載したトラックは、通運業務での集荷・配送に向かっている車両である。
- トラック輸送
  - 貨物をトラックを用いて企業間で輸送する業務。
  - 貸切トラック輸送
  - 特定の荷主の依頼を受けてチャーターしたトラック（主に中〜大型車で1車単位）を用いて、特定の貨物や特定の配送先への輸送を行う。
- 特別積合せ輸送
  - 郵便物運送委託法に基づく郵便物輸送業務
  - 複数の荷主から集荷した、大口貨物をトラックに混載して輸送する。荷主から集荷した貨物を各地のトラックターミナルに集約させ、ターミナル間を結んで定期的に運行される路線トラックで長距離輸送し配送先に最も近い支店・営業所から納品先へ配送される仕組み。日通では特別積合せ輸送(正確には、混載便)を「アロー便」の名称で展開）。
  - 一部地域では自社配達せず、「名鉄運輸」に中継又は委託を始めた。
  - 主に企業向けの大口貨物を扱う事からパレット単位、ボックス単位の出荷が可能である。
  - ヤマト運輸・西濃運輸が共同出資したボックスチャーター社にも参画し、他の大手・中堅トラック輸送業者12社と共に「JIT BOX チャーター便」も展開している。
- 航空、船舶を利用した輸送
  - 航空機や船舶を利用した国内及び国際輸送業務。
  - 日通航空扱いの航空便。
- 内航海運
  - 船舶を用いた国内の海上輸送は内航海運（ないこうかいうん）と呼ばれる。自社名義の船舶もあり、子会社の日本海運などと共に事業を展開している。宇高航路では以前、日通フェリーとしてカーフェリーの運航を行っていた（実際の運航は地元の津国汽船に委託）。
  - 予め定められた航路を定期的に貨物船で運航する、定期船事業を行っている。
- 国際業務
  - 日本企業の海外生産拠点での物流業務の請負いや日本と海外・海外と海外の拠点同士を結ぶ輸送業務などを行う。
  - 海外の拠点同士を結んだ日本を経由しない輸送業務は「三国間物流」と呼ばれる。少子高齢化による国内物流量の減少、生産拠点の海外移転、企業の売り上げに占める海外売上高の比率増などの環境変化により、国際物流における海外での輸送事業は物流における成長分野の一つとして注目されている[要出典]。
  - 日通航空扱いの海外向け発送の宅配商品。
- 美術品輸送
  - 絵画や陶器など、美術品に代表される、温度・湿度・振動・据え付けなど、特別な注意が必要な輸送業務を行う。
- 重量品・特殊輸送・重機班
  - 建設用機材、大型工場設備や特殊貨物の輸送（発電機・変圧器、巨大プラント、鉄道車両）など、特殊な条件や専門的な取扱いが求められる輸送。例えば発電所への大型タンクの大量輸送[33] など。
  - この場合、条件によっては輸送車両をその輸送のためだけに制作することもあり、輸送のための道路を作ることもある。山梨リニア実験線へ車両搬入を行ったのも、すばる望遠鏡を輸送したのも日通である。
- 倉庫事業
  - 近年では、倉庫業に求められる事業の性質が変化している事もあり[要出典]、単に物品を保管するだけではなく流通加工や在庫管理を荷主に代行して行う業務も行われている。荷主企業の「物流センター」の運営請負もこの業務の範疇に入る。
- 荷役業務
  - 港湾、空港、鉄道貨物取扱駅、工場・倉庫内において貨物の積み込み・積み下ろし（荷役と呼ばれる）、梱包作業を行う業務。

### 引越・移転事業

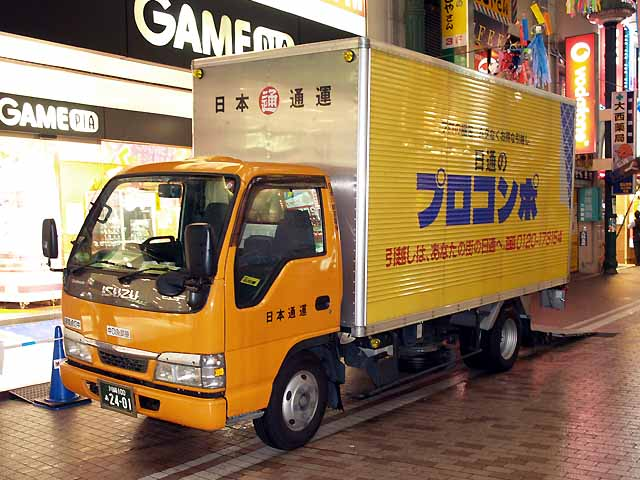
日通のトラックの一例（いすゞエルフ）

### 航空会社総代理店事業
日本通運では、航空会社の総代理店として空港の地上業務も行っている。

#### 全日本空輸
全日本空輸 (ANA) 関連では仙台・秋田・稚内地区での総代理店を受託、函館地区では関連会社函館エアサービスで受託している。このほか、札幌丘珠空港の空港業務を受託している。
かつてANAが山形空港に就航していた当時、山形地区総代理店も担っていた。

#### 日本航空
富山空港では日本航空 (JAL) から直接受託総代理店業務を受託していたが、同社の富山撤退で契約解消となった。また、かつては旧 日本エアシステム (JAS) の地方空港での総代理店業務を多数受託していたほか、一時期は関西国際空港における同社の屋外地上業務も「関西エアーサービス」という関連会社で請け負うほどであったが、両社の合併に伴う影響で受託空港数が減少した。
今日では北海道地区の旭川・釧路・帯広、東北地区の花巻、青森、秋田、関西地区の南紀白浜などの空港においては引き続き日本通運が地上業務を行なっている。
このほか山陰の米子空港でも受託していたが、JASの米子撤退とともに契約解消となった。広島ではJASの前身である旧 東亜航空時代から受託していた関係でオフラインの時代は電話予約業務などを含む総代理店であったが、現 広島空港供用時にJTB系の会社に委託先が変わり契約解消となった。

### 駅業務の管理・運営

#### 名古屋市営地下鉄
- 日通名古屋支店では2011年3月の桜通線延伸開業以来、利用者が少ないと見込まれる一部の駅（名港線と桜通線の一部。桜通線は徳重駅を除く延伸区間にある各駅を開業時から）の業務を受託して運営している。

#### 福岡市地下鉄
- 日通福岡支店では、駅業務（福岡市地下鉄七隈線天神南駅管区）を開業時から受託して運営している[34]。

#### 京都市営地下鉄
- 日通京都支店では、2015年度から京都市営地下鉄東西線の一部の駅の業務を受託して運営している。

#### 宅配便事業

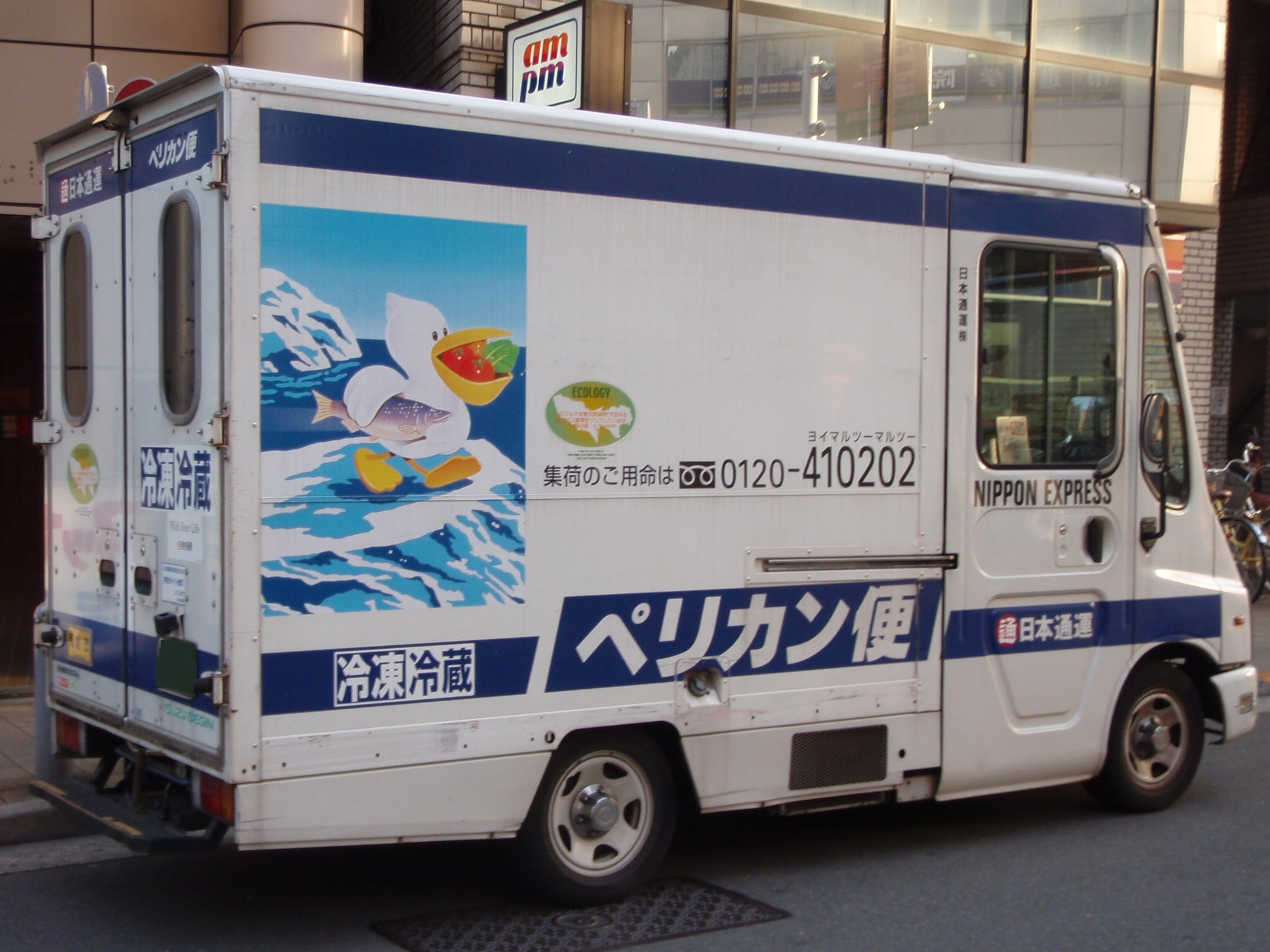
日通時代の「ペリカン便」トラック（いすゞ ビギン）

### かつて行っていた事業

#### 貴重品輸送警備
2023年1月より、NXキャッシュ・ロジスティクスに分社化。

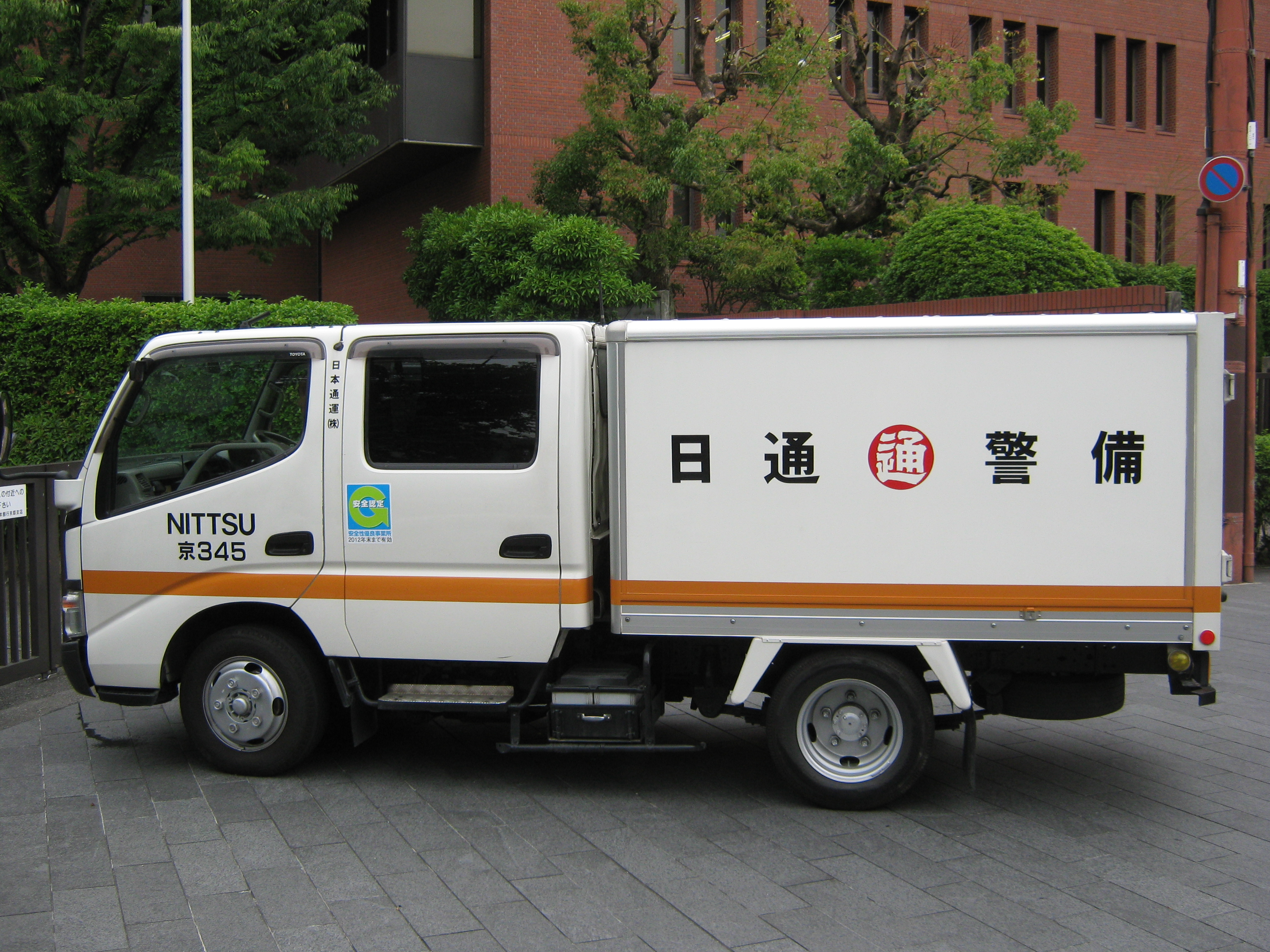
日本銀行京都支店裏口前に停車中の日通警備の現金輸送車

#### 旅客航路事業
1972年から2020年の間、青函航路では、栗林系の共栄運輸と当社系列の北日本海運が青函フェリーの名称でよりフェリーを共同運航していた。就航当初より乗船をトラックとその運転者に限っていた貨物フェリーだったが、2000年10月の海上運送法の改正により一般旅客定期航路の許可を得て旅客航路事業も開始した。2020年9月、北日本海運の全株式を栗林商船に譲渡し、旅客航路事業からは撤退した。

### 旅行業

#### 沿革
旅行事業としては、1950年（昭和25年）3月、ノースウエスト航空（現デルタ航空）とBOAC航空（現ブリティッシュエアウェイズ）との旅客代理店契約から国際旅行業務が始まり、翌年9月に日本航空との国内旅行業務が始まり、以後、時代を重ねると同時に、単なる旅客航空券の代売業から総合旅行業へと発展した（参考文献：社史、「航空支店のあゆみ」「日通旅行の歩み」）。

#### 旅行事業歴史と概要
国内旅行商品は旧国鉄〜JRグループとの関係が深いながらも、みどりの窓口に代表される国鉄券の販売が立ち遅れた。国鉄商品は1982年（昭和57年）からの参入と遅めである（貨物も旅客も日通に握られることを嫌った国鉄側の考えとも言われている）。海外旅行商品は「ルックワールド」を中心に展開していたが、シェアダウンにより厳しい販売状況が続き、「ルックワールド」は、2006年（平成18年）9月末に撤退する。
事業全体として、コンシューマ向け事業が不得手な体質を抱えており、全国での店舗展開は他社と比較しても小規模であった。　法人向けの手配業務（海外への視察旅行や出張、企業の海外赴任者への手配）では、1980年代までは業界トップであった。かつて JTB とのパッケージツアー「LOOK」を共同主催し、海外旅行の日通、あるいはヨーロッパ旅行のエキスパートの日通と言われた事もあった。
しかし、JTBとの業務提携解消後は販売力不足から、シェア低下に歯止めがかからず、「ルックワールド」の起死回生を目指し、東京へのコールセンター、オペレーションの集約を図ったが業績は好転しなかった。そして、「ルックワールド」は2006年9月末をもってホールセール（他旅行会社への委託販売）から撤退し、旅行情報誌「旅のソムリエ」、インターネット、及び自社店舗（※）を販売媒体とする直販ブランドとして展開していくことになった。
2012年10月に日通旅行株式会社として子会社化したが、「ルックワールド」の看板を「旅のソムリエ」に架け替えたに過ぎない状態で、特に通年全方面のパンフレットは存在せず撤退に追い込まれた。
日通旅行営業拠点 はホームページには、多数の拠点があるように見えたが、実際拠点は7拠点までに激減し全国ネットワークは崩れた。
2021年3月31日をもって営業を終了。

## 提携企業など
日本通運は第一勧銀グループと三和グループに所属している。但し三和グループの三水会には加盟しているがみどり会には未加盟である。物流業務について提携している企業は以下の通り。
| 提携機関名                         | 提携機関の本店・本部所在地 | 締結日                  | 提携内容 |
| ---------------------------------- | -------------------------- | ----------------------- | --- |
| 三井物産                           | 東京都千代田区             | 2011 (平成23)年10月7日  | 三井物産が運営する航空貨物ターミナル、東京国際エアカーゴターミナルの活性化を中心とした、国内外の物流事業における提携             |
| 三菱商事                           | 東京都千代田区             | 2005 (平成17)年3月9日   | 持株会社の共同設立による、中国国内における物流事業の強化                                                                         |
| 広州風神物流                       | 中華人民共和国             | 2011 (平成23)年12月2日  | 広州風神物流との共同で、東風汽車の物流業務を行う。                                                                               |
| 中国海運集団                       | 中華人民共和国上海市       | 2007 (平成19)年9月25日  | 合弁会社設立による中国向け海運業務の拡大                                                                                         |
| ダイセーエブリー二十四             | 愛知県一宮市               | 2013 (平成25)年3月22日  | 国内外における低温物流事業の強化                                                                                                 |
| NEC                                | 東京都港区                 | 2013 (平成25)年3月27日  | 情報通信 (ICT) 分野の物流強化, NECロジスティクス（NECの物流子会社）への日通の出資による合弁会社化（日通NECロジスティクスに改称） |
| パナソニック                       | 大阪府門真市               | 2013 (平成25)年3月28日  | パナソニックグループの物流強化,パナソニックロジスティクス(パナソニックの物流子会社)の日通による子会社化                          |
| デジタルガレージ                   | 東京都渋谷区               | 2010 (平成22)年3月26日  | Eコマース事業の支援を行う合弁会社の設立                                                                                          |
| 公益財団法人 大田区産業振興協会    | 東京都大田区               | 2013 (平成25)年4月1日   | 大田区内会員中小企業が国際航空輸送を利用する際の割引                                                                             |
| サンテックパワージャパン           | 東京都新宿区,福岡県福岡市  | 2009 (平成21)年7月17日  | 太陽光パネルの全国的物流ネットワーク構築                                                                                         |
| 農林漁業成長産業化支援機構         | 東京都千代田区             | 2014 (平成26)年7月30日  | 農業の6次産業化に関する物流面での支援,日本の農林水産物の輸出支援                                                                 |
| 日本マニュファクチャリングサービス | 東京都新宿区               | 2014 (平成26)年10月14日 | 製造業を対象とした、日本マニュファクチャアリングサービスの受託生産業務と日本通運のロジスティクスサービスの一括した提供           |

### 企業の海外進出に関する金融機関との提携
日本通運は、全国の地方銀行・第二地方銀行を中心とする金融機関と、「顧客の海外進出に関する提携」を締結している。これは、提携先金融機関の取引先で海外進出や製品の輸出を検討している企業に、物流及び輸出入業務のサービスを提供するもの。金融機関の為替、決済業務と日本通運の物流サービスを併せて提供することで、包括的な海外事業進出支援サービスを構築する事が出来る点が特色である。提携先の金融機関を、地方銀行、第二地方銀行を中心としているのは、それらの主要な取引先であり、これまで海外進出に独自のノウハウを持たなかった、中堅・中小企業との連携を視野に入れているためである。

### 提携先金融機関
| 金融機関名     | 金融機関の本店所在地 | 締結日                  | 名称                               |
| -------------- | -------------------- | ----------------------- | ---------------------------------- |
| 池田泉州銀行   | 大阪府大阪市         | 2011 (平成23)年7月27日  | 海外ビジネスに関する業務協力協定   |
| みずほ銀行     | 東京都千代田区       | 2011 (平成23)年9月6日   | 顧客の中国向け販路拡大における協力 |
| 中京銀行       | 愛知県名古屋市       | 2011 (平成23)年9月7日   | お客様の海外進出支援に関する提携   |
| 百十四銀行     | 香川県高松市         | 2011 (平成23)年11月1日  | 国際業務に関する業務提携           |
| 山口銀行       | 山口県下関市         | 2011 (平成23)年11月10日 | 業務協力協定                       |
| 千葉銀行       | 千葉県千葉市         | 2012 (平成24)年1月10日  | 国際業務に関する業務提携           |
| 七十七銀行     | 宮城県仙台市         | 2012 (平成24)年1月17日  | 国際業務に関する業務提携           |
| 東邦銀行       | 福島県福島市         | 2012 (平成24)年2月16日  | 国際業務に関する業務提携           |
| 北都銀行       | 秋田県秋田市         | 2012 (平成24)年2月27日  | 国際業務に関する提携               |
| 秋田銀行       | 秋田県秋田市         | 2012 (平成24)年3月1日   | 国際業務に関する業務提携           |
| 山陰合同銀行   | 島根県松江市         | 2012 (平成24)年3月9日   | 国際業務に関する業務提携           |
| 呉信用金庫     | 広島県呉市           | 2012 (平成24)年3月13日  |                                    |
| 常陽銀行       | 茨城県水戸市         | 2012 (平成24)年3月14日  | 海外進出支援に関する業務提携       |
| 瀬戸信用金庫   | 愛知県瀬戸市         | 2012 (平成24)年3月29日  | 国際ビジネスに関する業務提携       |
| 山形銀行       | 山形県山形市         | 2012 (平成24)年4月26日  | 海外進出支援に関する業務提携       |
| 百五銀行       | 三重県津市           | 2012 (平成24)年4月26日  |                                    |
| 宮崎銀行       | 宮崎県宮崎市         | 2012 (平成24)年4月27日  | 国際業務に関する業務提携           |
| 三十三銀行     | 三重県四日市市       | 2012 (平成24)年5月15日  | 国際業務に関する業務提携           |
| 中国銀行       | 岡山県岡山市         | 2012 (平成24)年6月1日   |                                    |
| 埼玉りそな銀行 | 埼玉県さいたま市     | 2012 (平成24)年6月5日   | 企業の海外進出支援に関する提携     |
| 筑邦銀行       | 福岡県久留米市       | 2012 (平成24)年6月25日  | 国際業務に関する業務提携           |
| 十八親和銀行   | 長崎県長崎市         | 2012 (平成24)年7月25日  | 国際業務に関する業務提携           |
| 第四北越銀行   | 新潟県新潟市         | 2012 (平成24)年8月1日   | 国際業務に関する業務提携           |
| 南日本銀行     | 鹿児島県鹿児島市     | 2012 (平成24)年8月24日  | 国際業務に関する業務提携           |
| 四国銀行       | 高知県高知市         | 2012 (平成24)年9月1日   | 国際業務に関する業務提携           |
| きらぼし銀行   | 東京都港区           | 2012 (平成24)年9月3日   | 国際業務に関する業務提携           |
| 大分銀行       | 大分県大分市         | 2012 (平成24)年9月5日   | 海外進出支援に関する業務提携       |
| 岩手銀行       | 岩手県盛岡市         | 2012 (平成24)年9月20日  | 国際業務に関する業務提携           |
| 佐賀銀行       | 佐賀県佐賀市         | 2012 (平成24)年11月1日  |                                    |
| 大光銀行       | 新潟県長岡市         | 2012 (平成24)年12月1日  | 国際業務に関する業務提携           |
| 琉球銀行       | 沖縄県那覇市         | 2012 (平成24)年12月19日 | 海外進出企業向けサポート事業       |
| 北日本銀行     | 岩手県盛岡市         | 2012 (平成24)年12月25日 |                                    |
| 山梨中央銀行   | 山梨県甲府市         | 2013 (平成25)年6月3日   |                                    |
| 西武信用金庫   | 東京都中野区         | 2013 (平成25)年7月5日   |                                    |
| 筑波銀行       | 茨城県土浦市         | 2013 (平成25)年9月24日  |                                    |
| 富山第一銀行   | 富山県富山市         | 2013 (平成25)年11月8日  | 国際業務に関する業務提携           |
| 青森銀行       | 青森県青森市         | 2014 (平成26)年9月1日   | 国際業務に関する業務提携           |

### 引越しに関する提携
日本通運の引越しについて提携サービスを行っている企業、団体は以下の通り。
| 提携機関名                          | 提携機関の本店・本部所在地  | 提携内容 |
| ----------------------------------- | --------------------------- | --- |
| ヨドバシカメラ                      | 東京都新宿区                | ポイントカード会員を対象とした、引越料金割引き及びポイント付与                                                                 |
| セディナ                            | 東京都港区                  | 同社が発行するカードの会員を対象とした、引越料金割引き                                                                         |
| ロイヤリティ マーケティング         | 東京都渋谷区                | 「ponta」カードの会員を対象とした引越利用時のポイント付与                                                                      |
| 全日本空輸                          | 東京都港区                  | 「ANAマイレージクラブ」会員を対象とした、国内および海外引越利用時のポイント付与                                                |
| セコム                              | 東京都渋谷区                | 「セコムホームセキュリティー」利用者を対象とした、家財移動・不要家財搬出サービスの提供。引越し料金・トランクルーム利用料の割引 |
| トヨタファイナンス                  | 愛知県名古屋市              | 「レクサスカード」会員を対象とした引越料金割引き,「TS CUBICカード」会員を対象とした引越料金割引き                              |
| 愛知県クリーニング生活衛生同業組合  | 愛知県名古屋市              | 加盟クリーニング業者を通じた引越利用者への料金割引、引越利用者紹介クリーニング店への紹介手数料支払い                           |
| スターツ                            | 東京都中央区                | 「夢なびvisaカード」会員を対象とした、引越料金割引，ポイント付与，引越し資材無料提供など                                       |
| JALマイレージバンク                 | 東京都品川区                | 会員を対象とした引越利用時のポイント付与 および 海外引越し利用時のポイント付与                                                 |
| 東京地下鉄                          | 東京都台東区                | 「Tokyo Metro To Me CARD」会員を対象としたポイント付与                                                                         |
| レジデントファースト                | 東京都港区                  | 物件入退去時の引越料金割引き                                                                                                   |
| 泉友                                | 東京都千代田区,大阪府大阪市 | 三井住友銀行「SMBCポイントパック」利用者を対象とした引越料金割引き                                                             |
| 楽天                                | 東京都世田谷区              | 同社を通じて引越を申込んだ利用者へのポイント付与 および「日通アシスタンスサービス」の初年度会費無料サービス                    |
| 東急リバブルスタッフ                | 東京都渋谷区                | 同社を通じて引越を申込んだ利用者への割引                                                                                       |
| 松美商事                            | 東京都千代田区              | 警察、消防、自衛隊などを中心とする公務員を対象とした引越料金割引き                                                             |
| 国家公務員共済組合                  | 東京都千代田区              | 「KKRメンバーズカード」会員を対象とした引越料金割引き                                                                          |
| コープながのコープサービス          | 長野県長野市                | 「コープながの」組合員を対象とした引越し資材の無料提供サービス                                                                 |
| ダイイチパートナー                  | 大阪府大阪市                | 学生を対象とした引越料金割引き                                                                                                 |
| 神奈川県民共済生活協同組合          | 神奈川県横浜市              | 「わかばカード」会員を対象とした引越料金割引き                                                                                 |
| 生協ひろしま                        | 広島県廿日市市              | 組合員を対象とした引越料金割引き、引越し資材無料提供サービス                                                                   |
| 広島宅建                            | 広島県広島市                | 「広島県宅地建物取引業協会」加盟不動産業者を通じた引越し申込みへの割引及び、申込者紹介の不動産業者への紹介手数料支払い         |
| シーマ                              | 東京都中央区                | 結婚支援サービス「L NAVI」 会員を対象とした 引越料金割引き                                                                     |
| コープあおもり                      | 青森県青森市                | 組合員を対象とした引越割引きサービス                                                                                           |
| 東海コープ事業連合                  | 愛知県名古屋市              | 愛知・三重・岐阜各県の生活協同組合員を対象とした、引越し料金割引き                                                             |
| みやぎ生活協同組合                  | 宮城県仙台市                | 組合員を対象とした引越料金割引き                                                                                               |
| 常口アトム                          | 北海道札幌市                | 引越し料金の割引 |
| コープいしかわ                      | 石川県白山市                | 組合員を対象とした引越料金の割引                                                                                               |
| 長野県高等学校生活協同組合          | 長野県長野市                | 高等学校教職員の異動に伴う引越し料金割引き                                                                                     |
| 富士伊豆農業協同組合                | 静岡県沼津市                | 住宅ローン利用者の引越しにおける料金割引き                                                                                     |
| ニフティ                            | 東京都新宿区                | 「NIFTY Card」会員を対象とした引越料金割引き                                                                                   |
| レオパレス21                        | 東京都中野区                | 引越料金の割引又は引越資材の無料提供                                                                                           |
| 朝日新聞販売サービス                | 東京都中央区                | 「朝日あんしん引越しセンター」 を通じて引越を申込んだ利用者への割引及び引越資材無料提供サービス                                |
| 社会福祉法人 福利厚生センター       | 東京都千代田区              | 「ソウェルクラブ」 会員を対象とした引越料金割引及び引越資材無料貸出サービス                                                    |
| 島根県学校生活協同組合              | 島根県松江市                | 組合員を対象とした引越料金割引き                                                                                               |
| 茨城県庁生活協同組合                | 茨城県水戸市                | 組合員を対象とした引越料金割引き及び引越資材無料貸出サービス                                                                   |
| 財団法人 神奈川県経営者福祉振興財団 | 神奈川県横浜市              | 「グリーンカード」会員を対象とした引越料金割引き                                                                               |
| 自動車安全運転センター              | 東京都千代田区              | SDカード会員を対象とした引越料金割引き※北海道,山形県,茨城県,栃木県,千葉県,京都府,島根県,山口県,宮崎県からの引越対象。          |
| 茨城県学校生活協同組合              | 茨城県水戸市                | 組合員を対象とした引越料金割引き及び引越資材無料貸出サービス                                                                   |
| 北海道市町村職員年金者連盟          | 北海道札幌市                | 組合員を対象とした引越料金割引き及び引越資材割引きサービス                                                                     |
| 大阪大学生活協同組合                | 大阪府豊中市                | 組合員を対象とした「単身パック」割引きサービス                                                                                 |
| アルプスカード                      | 東京都港区                  | 国家公務員,地方公務員,独立行政法人職員を対象とした、引越料金割引き及び引越資材割引きサービス                                   |
| 相鉄不動産                          | 神奈川県横浜市              | 引越料金割引きサービス及び「日通アシスタンスサービス」の初年度年会費無料サービス                                               |
| くらしの友                          | 東京都大田区                | 冠婚葬祭互助サービス「くら友クラブ」 会員を対象とした、引越料金割引きサービス                                                  |
| 群馬県学校生活協同組合              | 群馬県前橋市                | 組合員を対象とした引越料金割引きサービス                                                                                       |

### ディズニーとの関係
日本通運は東京ディズニーランド・東京ディズニーシーの参加企業（オフィシャルスポンサー）であったが、現在は、親会社のNIPPON EXPRESSホールディングスが、オフィシャルスポンサーである。また、「ディズニー・オン・アイス」の協力企業としても名を連ねている。
毎年行われる「引越キャンペーン」では、ディズニーを前面に押し出したものが展開されている。見積客に対して無料で配布される販促品にはディズニーキャラクターがふんだんに使用されているほか、東京ディズニーリゾートへの旅行プレゼントなども多く企画されている。また、「企業イメージCM」（ペリカン便）として東京ディズニーリゾートを舞台にしたシリーズを制作している。
1. まだ彼氏・彼女の関係ではない男女が、デートのためにディズニーランドを訪れる。
2. 彼女と一緒に訪れた東京ディズニーリゾートから、故郷の鹿児島に住む妹にミッキーマウスのぬいぐるみを送る。
  1. 東京ディズニーランド編はぬいぐるみを送るシーン（妹からのメッセージ有）。
  2. 東京ディズニーシー編は妹がミッキーのぬいぐるみを受け取るシーン（兄からのメッセージ有）。
3. 妊娠した妻と共にディズニーランドを訪れ、生まれてくる子供のためにミッキーマウスのぬいぐるみを自宅に送る。

東京ディズニーリゾートの参加企業として提供しているのは東京ディズニーランド、東京ディズニーシーともにある「宅配センター」や「シンドバッド・ストーリーブック・ヴォヤッジ」（ディズニーシー）、「イッツ・ア・スモールワールド」（ディズニーランド、2013年9月4日から）の3つの施設である。

### 日本郵政
日本郵政とは宅配便事業で業務提携をすることが2007年10月5日に報じられた。2008年6月に、郵便事業と折半出資で新会社・JPエクスプレスを設立し、2009年4月にペリカン便事業は、JPエクスプレスが譲受した。しかし、JPエクスプレスは会社解散に追い込まれ、日通は宅配便事業から撤退、「ペリカン便」は日本郵便の「ゆうパック」に統合された。なお、引越し事業においては、郵便局が行う生活関連取次ぎサービス に、日通の引越しサービスが含まれている。

## 歴代社長
| 代 | 氏名       | 就任日     | 退任日     | 備考   |
| -- | ---------- | ---------- | ---------- | ------ |
| 1  | 国沢新兵衛 | 1937年10月 | 1940年11月 | [ 42 ] |
| 2  | 村上義一   | 1940年11月 | 1943年7月  | [ 42 ] |
| 3  | 久保田敬一 | 1943年7月  | 1946年2月  | [ 42 ] |
| 4  | 早川慎一   | 1946年2月  | 1954年4月  | [ 42 ] |
| 5  | 安座上真   | 1954年4月  | 1955年6月  | [ 42 ] |
| 6  | 金丸冨夫   | 1955年6月  | 1960年5月  | [ 42 ] |
| 7  | 福島敏行   | 1960年5月  | 1968年1月  | [ 42 ] |
| 8  | 沢村貴義   | 1968年1月  | 1976年6月  | [ 42 ] |
| 9  | 広瀬真一   | 1976年6月  | 1983年6月  | [ 42 ] |
| 10 | 長岡毅     | 1983年6月  | 1991年     |        |
| 11 | 濱中昭一郎 | 1991年     | 1999年     |        |
| 12 | 岡部正彦   | 1999年     | 2005年     |        |
| 13 | 川合正矩   | 2005年     | 2011年     |        |
| 14 | 渡邉健二   | 2011年     | 2017年     |        |
| 15 | 齋藤充     | 2017年     | 2022年     |        |
| 16 | 堀切智     | 2023年     | 2023年     |        |
| 17 | 竹添進二郎 | 2024年     | 現職       |        |

## 短編映画（記録）
日通が過去に手がけてきた案件のうち、1960年代に東京電力東東京変電所（現・新野田変電所）宛に日立製作所製大型変圧器を輸送した案件と、1970年に開催された大阪万博に於ける資材等輸送案件については映像記録がなされ、日通の企画の下で短編映画として制作された。
前者は『68の車輪』、後者は『花ひらく日本万国博』 というタイトルである。これらは2015年、科学映像館（NPO法人・科学映像館を支える会）のウェブサイト上で公式に 無料公開 されている。

## 著名な出身者ほか
- 赤松広隆 - 元衆議院副議長・元農林水産大臣。元日本社会党書記長・立憲民主党・衆議院議員。1971年入社し、旅行部門に従事。添乗員として勤務中ハイジャック事件にも遭遇。2021年に衆議院議員を引退。
- 守屋武昌 - 元防衛事務次官。1969年、本社講習生（本社採用）で入社。半年で退職。その後、防衛庁へ。収賄で逮捕。
- 大塚晶文 - 野球部出身。元メジャーリーガー。大阪近鉄バファローズ→中日ドラゴンズ→サンディエゴ・パドレス→テキサス・レンジャーズ（2006年WBCにも出場）
- 辻発彦 - 野球部出身。埼玉西武ライオンズ元一軍監督。
- 牧田和久 - 野球部出身。2010年ドラフト2位で埼玉西武ライオンズへ入団。
- 平光清 - 元セントラルリーグプロ野球審判。1961年入社、1965年退職。野球解説者
- 濱中昭一郎 - 前代表取締役会長。現・東京地下鉄（東京メトロ）代表取締役会長
- 松尾崇 - 神奈川県鎌倉市長
- 山口敏太郎 - 作家
- 蔦文也 - 元社員。徳島県立池田高等学校野球部監督。
- 伊部真 - 参議院議員（日本社会党）、全日通労働組合中央執行委員長、全交通議長、正五位勲三等
- 若孜浩気 - 相撲部出身。元大相撲力士（最高位は東前頭十二枚目）。松ヶ根部屋（現・放駒部屋）
- 原英莉花 - 女子プロゴルファー。2019年より日本通運所属
- 柴田大地 (野球) - 野球部出身。2021年プロ野球ドラフト会議にて、東京ヤクルトスワローズから3位指名
- 古田島成龍 - 野球部出身。2023年プロ野球ドラフト会議にて、オリックス・バファローズから6位指名
- 赤松哲次 - 名古屋市会議員・名古屋市中川区選出
- 古橋宇八 - 古橋廣之進の実父。静岡県舞阪町（現・浜松市中央区）で勤務していた。

## 関連企業・団体など

### 国内
ロジスティクス事業及び物流サポート事業に関連する企業（2022年1月4日現在）であり、特記無きものは全て株式会社である。ここでは関連団体等も含めて主なものを挙げるが、一部グループ会社は2022年1月4日にNXを冠した社名に変更。その後、一部のグループ会社（NX商事など）は当社の親会社であるNXHDの傘下に順次移行している。
ロジスティクス
- NX海運（旧社名:日本海運）
- NX徳通（旧社名:徳島通運)
  - NX阿波合同（旧社名:阿波合同通運）
- NX備通（旧社名:備後通運）
- NX北旺運輸（旧社名:北旺運輸）
- NX蔦井倉庫（旧社名:蔦井倉庫）
- NX東北トラック（旧社名:東北トラック）
- NX仙台塩竈港運（旧社名:塩竈港運）
  - NX港運輸送（旧社名:港運輸送）
- NX仙台港サイロ（旧社名:仙台港サイロ）
- NX日本海倉庫（旧社名:日本海倉庫）

- NX境港海陸（旧社名:境港海陸運送）

旧境港海陸運送の倉庫

  - NX日本海ポートサービス（旧社名:日本海ポートサービス）
  - NX境港物流（旧社名:境港物流）
- NXトランスポート（旧社名:日通トランスポート）
- NXワンビシアーカイブズ
- NXキャッシュ・ロジスティクス
- 日通NECロジスティクス
- 函館エアサービス
- 沖縄NXエアカーゴサービス
- 中部エアカーゴサービス

物流サポート
- NX総合研究所（旧社名:日通総合研究所）

その他関連企業
- NXクーリエサービス（旧社名:日本クーリエサービス） ※2022年4月1日付で商号変更
- NX沖縄イーテクノロジー（旧社名:名護イーテクノロジー）- 顧客支援・バックオフィス業務

団体
- 学校法人流通経済大学（旧法人名:学校法人日通学園） - 流通経済大学（茨城県龍ケ崎市,千葉県松戸市）、流通経済大学付属柏中学校・高等学校（千葉県柏市）の運営。
- 公益財団法人日本通運育英会 - 大学生への奨学金の貸与
- 物流博物館（公益財団法人利用運送振興会、東京都港区） - 日本通運社内の「通運史料室」に収蔵されていた、物流に関する歴史的資料を一般公開するために設置された博物館。財団法人を通じて寄付、運営への協力を行っている。

### 海外現地法人
- NX欧州有限会社
- NXオランダ株式会社
- NX UK株式会社
- NXベルギー株式会社
- NX台湾国際物流（股）有限公司
- NX国際物流（中国）有限公司
- NX国際物流（上海）有限公司
- 上海NXeテクノロジー株式会社（上海億科軟件技術有限公司）
- NX国際物流（大連）有限公司
- NX香港株式会社
- NXシンガポール株式会社
- NXタイ株式会社
- NX韓国株式会社
- NXマレーシア株式会社
- NXインドネシア株式会社
- NXインド株式会社

など37カ国、200都市以上、350拠点以上。
なお、
- フランス日通旅行
- 香港日通旅行
- カナダ日通旅行
- ハワイ日通（旅行専業会社。貨物取扱の米国日通ハワイ営業所は現在も存続）
- 欧州日通旅行（英国）
- 米国日通旅行
- オランダ日通旅行
- シンガポール日通旅行

はすでに閉鎖。

## スポーツ活動
- 日本通運硬式野球部 - さいたま市を拠点に活動している社会人野球チーム。都市対抗野球大会・社会人野球日本選手権大会の2大大会ともに制覇している強豪。
- 相撲部 - 1958年に創部。全日本実業団選手権で団体8度優勝を果たしている。
- 日本通運名古屋硬式野球部 - 名古屋市を拠点に活動していた社会人野球チーム。1998年に解散した。
- 日本通運ディアーズ - 浦和市を拠点に活動していた女子バスケットボール部。1999年に解散した。
- 剣道部 - 1957年に創部。男女共に関東実業団剣道大会、全日本実業団剣道大会等において、優勝をはじめ入賞実績が数多くある。
- 原英莉花 - 同社所属の女子プロゴルファー（2022年3月1日の契約更新に伴い、親会社のNIPPON EXPRESSホールディングス所属へ変更）。2020年日本女子オープンゴルフ選手権競技優勝。

## テレビ番組
- 日経スペシャル カンブリア宮殿 日本経済を運んで140年！ 何でも届ける力を生む「段取り八分」精神（2016年3月24日、テレビ東京）[46]

## 提供番組

### 現在
テレビ
- 日本テレビ系
  - 真相報道 バンキシャ!
- フジテレビ系
  - 現在は無し。
- テレビ朝日系
  - サタデーステーション
  - グッド!モーニング（関東ローカル）
- TBS系
  - 新・情報7daysニュースキャスター
- BSテレ東
  - 小谷真生子のKANDAN
- BSフジ
  - BSフジLIVE プライムニュース

ラジオ
- TBSラジオ
  - ウィークエンドネットワーク（PT扱い。）
- 文化放送
  - レコメン!（24時台前半枠ネットセールスの1社PT扱い。ただし、金曜は対応が異なる。）
- J-WAVE
  - NIPPON EXPRESS SAUDE! SAUDADE...
- FM802
  - NIPPON EXPRESS NEWS&TOPICS ひとまとめボード（「HIRO T'S MORNING JAM」に内包（月 - 木曜））
  - NIPPON EXPRESS WEEKEND BOARD（「BRIGHT MORNING」に内包（金曜））

※年末年始は局の都合で年末特番や年始特番へ振り替え放送されるケースが多い（例外のケースもある）。

### 過去
テレビ
- NNN日曜夕刊（日本テレビ系）
- はなまるマーケット（平日、隔日 - 2013年3月）→内村とザワつく夜（2013年4月2日 - ）（同枠休止振り替え時の特番放送時も同様）→炎の体育会TV
- NNNニュースプラス1（日本テレビ系・木曜と日曜。なお、日通は、日曜提供分は同時間に放送される「ちびまる子ちゃん」（フジテレビ系） に事実上スポンサーを移動した。）
- SUPERうるぐす（日本テレビ系）
- 天才!志村どうぶつ園（日本テレビ系）
- ズームイン!!SUPER→ZIP!（日本テレビ系・水曜）※ZIP!では月曜にも担当、その後バンキシャ!に提供枠移動
- 野生の王国（毎日放送制作・TBS系列）
- 2015 WBSCプレミア12（TBS・テレビ朝日共同中継）
- 東海テレビスーパーニュース（東海テレビ）
- めざましどようび（フジテレビ系）
- 中村雅俊のゼッタイ!知りたがり（フジテレビ系）
- 金曜テレビの星!（TBS）
- SmaSTATION!!（テレビ朝日系）
- いきなり!黄金伝説（テレビ朝日系）
- JNNニュースの森（TBS・日曜→後に土曜）
- JNNイブニング・ニュース（同・土曜）
- サンデーモーニング（TBS）
- ソロモン流（テレビ東京）
- 日経スペシャル ガイアの夜明け（テレビ東京系）
- 火曜ワイドスペシャル（フジテレビ系）
- オールスター家族対抗歌合戦（フジテレビ系）
- 徹子の部屋（テレビ朝日・毎週月 - 金曜）
- stsスーパーニュース（サガテレビ）
- 徳光和夫の情報スピリッツ（テレビ東京）
- ワールドビジネスサテライト（テレビ東京）
- 大使の国のたからもの（テレビ東京）
- 奇跡体験!アンビリバボー（フジテレビ系）
- 甦るマヤ・1989〜失われた大神殿の謎〜（毎日放送制作・TBS系列、1989年9月24日）
- 甦るマヤ・1990〜密林に眠る大王を探して〜（同上、1990年9月2日）
- 福井テレビスーパーニュース（福井テレビ）
- ちびまる子ちゃん（フジテレビ系、 - 2018年3月）※ジャンクSPORTS（第2期）にて引き続き提供、その後提供枠は半導体シリコンウェーハ製造のSUMCOが提供。
- ヒルナンデス!（日本テレビ系、平日、隔週）
- ジャンクSPORTS（第2期）（フジテレビ系、2018年4月 - 2019年9月）
- いつでも笑みを!（関西テレビ制作・フジテレビ系列、一時期）など

ラジオ
- 日通世界の街角から（文化放送・土曜朝ワイド番組）
- 川中美幸 人・うた・心（文化放送発全国34局ネット）※2012年3月30日までヒッチハイク枠PT扱いの1社
- オールナイトニッポン（ニッポン放送発全国ネット）
- @llnightnippon.com（ニッポン放送LF+R発全国ネット）
- つボイノリオの聞けば聞くほど（「見れば見るほど」のコーナー）（CBCラジオ）
- ウイークエンドバラエティ 日高晤郎ショー（11:45 - 11:53頃のコーナー「ペリカンリクエスト・ルート56」）（STVラジオ）
- カーナビラジオ午後一番!（15時台後半の「うまいものナビゲーション」コーナーに提供）（HBCラジオ）

### CMモデル

#### 現在
- 原英莉花（NIPPON EXPRESSホールディングス所属プロゴルファー）
- 野球日本代表（CMは日本代表の試合映像から構成されている）

#### 過去
- 滝川クリステル
- 上戸彩
- 榊原郁恵
- ケイン・コスギ
- 和田アキ子
- グッチ裕三
- 久本雅美
- ひょっこりひょうたん島の登場人物（1990年代、日通のプロコンポにて）
- 小久保裕紀（野球日本代表「侍ジャパン」トップチーム監督（当時）。2015 WBSCプレミア12期間限定のテレビCM）